# A alma do tempo
A Alma do Tempo é o primeiro volume de memórias do poeta, ensaísta, crítico literário, teatrólogo, jurista, sociólogo, pensador político, professor, orador, parlamentar, diplomata e escritor brasileiro Afonso Arinos de Melo Franco. Foi publicado em 1961 pela Editora José Olympio e reeditado em 2018 em edição da Editora Topbooks reunindo os cinco livros de memórias do autor. O título foi inspirado em uma frase de Carlyle que o atraíra: "Nos livros reside a alma do tempo que passou; a voz articulada e sensível do passado, quando o seu corpo e a sua substância já se esvaíram de todo, como num sonho."
Escrito entre 16 de outubro de 1959 e o dia de Natal de 1960, mescla observações sobre a atualidade que está vivendo com reminiscências, em ordem cronológica (exceto um ou outro salto temporal) de sua vida passada, desde o nascimento e infância até a eleição para deputado federal após a queda do ditador Getúlio Vargas a fim de “representar o povo mineiro na casa do povo brasileiro”.
Segundo Pedro Nava, os cinco livros de memórias do autor representam um "cosmorama admirável do mundo moderno e da política internacional, do Brasil e sua vida social, do espírito mineiro"

## Sumário e trechos do livro
O autor nasceu “em fins de 1905, filho de um casal de ilustre progênie, mineira e brasileira”. Sua família se distinguia pela “ininterrupta tradição intelectual que fazia da literatura, na nossa casa, uma coisa comum, uma conversa de todo dia. [...] O mundo era para mim Belo Horizonte” “Poucas são as recordações que me restam, dignas de menção, sobre o [Colégio] Pedro II. Cheguei ali mal saído da infância, aos 11 anos, e terminei o curso no limiar da mocidade, aos 16.
No “final trágico do ano de 1918” o autor perde a mãe e o irmão Cesário para a Gripe Espanhola. “Naquele momento senti-me imensamente sozinho, só para sempre, parado diante da escuridão.” Aos 16 anos, prestou exames vestibulares para a Faculdade de Direito. Naquele ano (1922), “a atmosfera política foi-se tornando cada vez mais carregada.” Em 1923, seu pai exerceu missão diplomática na Conferência Pan-Americana de Santiago, e na vida boêmia que ali levou, o autor contraiu uma lesão pulmonar.
“Os anos de 1923 e 1924, entre a volta do Chile e a partida para a Europa, foram de constante preocupação literária”. O autor vinculou-se, de corpo e alma, ao movimento modernista. Em 1924 o pai foi nomeado embaixador junto à Liga das Nações, em Genebra, e o autor, aos 18 anos, convalescente de uma grave pleurisia, seguiu, com a família, para a Europa. “Naquela época eu já havia lido muito mais do que os homens idosos que me cercavam.” Ao conhecer pela primeira vez Paris, então “o berço e o modelo da nossa cultura”, “a ansiedade daquele encontro superava a de qualquer espera amorosa”. Em fins de março ou princípios de abril de 1925, partiu para Roma, onde chegou “triste e sozinho”. Mas a melancolia logo se dissipou “como a névoa matinal ao calor do sol” e logo descobriu “quanta vida se desprendia de tantas maravilhas restadas de tempos mortos.” Com a chegada do outono em 1925, pensando “no curso que deixara em meio, na matrícula trancada”, começou a cogitar em voltar ao Brasil.
Chegou no Rio na primeira quinzena de dezembro. Em 1926, retornou ao 4o ano da Faculdade de Direito na então Universidade do Rio de Janeiro. Um grande baile em Petrópolis “marcou o ponto de partida de todo o resto de minha existência”: conheceu Anah, com quem se casaria. “Éramos assistentes e figurantes do mistério milenar, que em nós se renovava.” Durante todo o ano de 1926 sua vida “se confundiu com o desabrochar de um grande amor”. Em 11/8/1927, recebeu o diploma de bacharel em direito e seguiu para Belo Horizonte a fim de assumir uma promotoria de justiça. “Não conhecia quase ninguém no palácio da Justiça, não tinha nenhum preparo para o exercício das minhas funções, não sentia qualquer interesse maior por elas.” “A promotoria me punha em contacto com a vida do povo e com as misérias dessa vida. Até então a ideia que eu tinha dos sofrimentos do mundo e das injustiças sociais era colhida dos livros.” “Sentia-me às vezes tão triste que chegava a sair à noite, para não ficar sozinho em casa.”
No primeiro semestre de 1928, “foi-se amadurecendo em mim a decisão de regressar ao Rio de Janeiro, de qualquer maneira. “Uma bela tarde, pelo velho noturno mineiro, desprendi-me da minha cidade natal e volvi à terra adotiva, onde passara a infância e iniciava a mocidade.” Em 2 de outubro de 1928 casou-se com Anah, e alugaram uma casa na rua Souza Lima, Copacabana. No biênio 1929-1930, de manhã trabalhava nos escritórios da empresa de energia elétrica Bond and Share, e à tarde, na Inspetoria de Bancos. “Essa vida de atividade constante começou a desgastar-me a saúde” e devido à tuberculose, que naquela época podia significar a morte ou invalidez por toda a vida, o casal teve de se transferir para Belo Horizonte, em cujas cercanias o autor se internou num sanatório. Em 11 de novembro nasceu o filho mais velho do casal, que quase faleceu devido à falta de leite da mãe, sendo salvo pelo leite oferecido por uma vizinha lactante. No início de 1931, o casal partiu para a Europa, para o autor se tratar na Suíça. Na viagem, Anah contraiu uma inflamação e teve de se submeter a uma operação de emergência, com parcos recursos médicos a bordo. “Não havia a quem recorrer; estávamos numa prisão ambulante. [...] Só pensava na hipótese de perdê-la, de vê-la morta e atirada ao mar.” O casal internou-se num sanatório em Montana, Suíça. “O silêncio das montanhas, muito mais que o do mar, infundia-me essa espécie de gravidade simples, sem afetação, esse sentimento de humildade sem medo, que ainda hoje me domina em tais cenários, e que é como o reflexo, o eco, a luz esquiva da presença de Deus.” O casal permaneceu na Suíça do início da primavera de 1931 ao fim do verão de 1932.
Em fevereiro de 1932 serviu como secretário da delegação brasileira na Conferência Internacional do Desarmamento em Genebra. “Sentia-me realmente em forma: saúde quase restabelecida, capacidade de trabalho averiguada.” Em fins do verão, resolveu regressar ao Brasil. Em 1 de outubro de 1932 “entramos, de manhã, na [Baía da] Guanabara.” O filho já estava com quase 2 anos, “falando, andando e nos desconhecendo”. Em novembro “embarquei com a família para Belo Horizonte, onde aluguei uma das antigas casas da capital”. Em 1933 assumiu a direção dos Diários Associados de Belo Horizonte. Sua casa “tornou-se um dos centros políticos de Belo Horizonte, e eu me via cercado pelos acontecimentos e os seus principais figurantes.” Afonso Arinos e seu irmão Virgílio, embora tivessem sido partidários da Revolução de 1930, desiludiram-se com o governo Vargas. “Pessoalmente a figura de Getúlio nunca me foi antipática. O regime, porém, que ele exprimia e explorava com o seu clã, constituiu, sempre, para mim, o modelo mesmo do mais repugnante patronato.” “[...] Getúlio procurava, invariavelmente, diminuir todos os que o cercavam, para fazer sobressair a própria estatura que, como sabido, não era das mais avantajadas.”
Por ter escrito um editorial para o jornal Estado de Minas censurado por seu proprietário Assis Chateaubriand, decidiu pedir demissão da direção e fundar um verdadeiro jornal de oposição, Folha de Minas. O primeiro número foi lançado, com enorme êxito, em julho de 1934. Em 1934, engajou-se na “luta contra a eleição de Getúlio, para presidente da República, pela Assembleia Constituinte” e apoiou a candidatura de Góis Monteiro. A Folha de Minas foi “um sucesso intelectual e, até certo ponto, um êxito jornalístico”, mas a parte financeira “ia de mal a pior”. Em virtude das dívidas, em 1935 o jornal foi entregue a dois bancos, que o repassaram para a posse do governo estadual, transformando-se em “melancólico órgão oficial”. Em 27 de novembro daquele ano, ocorreu “o bárbaro, o estúpido levante comunista”, que foi “o primeiro golpe na vacilante Constituição democrática de 1934. Primeiro, mas mortal.” No ano de 1936, “encerrada a aventura jornalística em Minas, assegurada a subsistência da família com o modesto posto de auxiliar de advogado do Banco do Brasil, iniciei uma fase de estabilidade na vida, que me propiciou um trabalho intelectual mais contínuo.
De 1936 a 1957, morou numa casa na rua Anita Garibaldi, no 19, em Copacabana, Rio de Janeiro. Em 1936, aceitou o convite para reger a cadeira de história do Brasil na Universidade do Distrito Federal recém-criada. Em 1937, “os que viviam próximos ao centro dos acontecimentos políticos estavam certos do golpe de estado.” O autor perdeu “seu posto de professor, como em 1930 perdera o de fiscal de bancos. Dois empregos perdidos é tudo o que devo a Getúlio Vargas.” “Isento da ambição de ganhar dinheiro, limitei-me, sob a ditadura, ao meu emprego no banco, reservando todo o tempo disponível às letras.” Em 1939, foi enviado pelo Instituto Franco-Brasileiro de Cultura para uma série de palestras na Sorbonne.
O autor mostrou-se intransigente democrata mesmo quando o Brasil, o mundo e os intelectuais se deixavam seduzir pelo canto da sereia das ideias totalitárias de direita ou esquerda. “Tudo o que existe em mim de mais autêntico, de mais pessoal naquilo que sou e de mais contínuo e atuante na minha formação espiritual e moral, impelia-me violentamente para o lado das democracias. Mas eu observava a divisão reinante nos círculos dirigentes brasileiros, militares, administrativos, e mesmo intelectuais.” “Na atmosfera oficial de simpatia pela Alemanha, atmosfera que predominou até que os primeiros navios brasileiros foram torpedeados [...] havia muito oportunismo, sem dúvida, e muita covardia, mas era inegável a existência de certa boa-fé, de certa maneira diferente de considerar o mundo e as coisas, e isso, precisamente, era o que mais me alarmava e surpreendia.” “A vitória parecia segura para o Eixo.”
Naquele ambiente de repressão política, Afonso Arinos começou “a pensar em uma grande manifestação liberal, de hostilidade à ditadura, partida de Minas Gerais.” Tratou-se do Manifesto dos Mineiros, que lhe valeu a demissão do emprego no Banco do Brasil. “Palavras como estas eram como um toque de clarim, no silêncio pantanoso da censura.” “Se lutamos contra o fascismo, ao lado das Nações Unidas, para que a liberdade e a democracia sejam restituídas a todos os povos, certamente não pedimos demais reclamando, para nós mesmos, os direitos e as garantias que as caracterizam. Aí estavam verdades óbvias, mas que ninguém então tinha coragem de proferir.” A publicação do manifesto “foi um enorme sucesso. [...] O meio político percebeu que surgira, afinal, qualquer coisa de novo, no podre reino getuliano.” “Durante todo o ano de 1944 eu atuara ao lado de Virgílio e seus amigos. Estava certo de que Getúlio chegava ao fim.” “As correntes contrárias à ditadura iam-se unindo, naturalmente, em uma organização clandestina, que breve se transformaria em partido político, o primeiro a romper das trevas, a União Democrática Nacional.” “A mocidade de hoje não tem ideia do que foram aquelas horas de frenético entusiasmo, em que assistimos à democracia brasileira ressurgir, límpida e nua, dos andrajos de uma escravidão de tantos anos.”
Em março de 1947 iniciou seu primeiro mandato de deputado federal por Minas Gerais. “Eu era o oitavo do meu sangue que, entre o Império e a República, vinha representar o povo mineiro na casa do povo brasileiro.”